# Bani Matar (huyện)
Huyện Bani Matar là một huyện thuộc tỉnh San`a', Yemen. Đến thời điểm năm 2003, huyện này có dân số 100012 người